# Western (línea Marrón)
Western es una estación en la línea Marrón del Metro de Chicago. La estación se encuentra localizada en 4648 North Western Avenue en Chicago, Illinois. La estación Western fue inaugurada el 31 de mayo de 1900.  La Autoridad de Tránsito de Chicago es la encargada por el mantenimiento y administración de la estación. Una parte del Muro de Berlín se encuentra en la estación, dedicada a Chicago por ayudar a liberar a las personas de Berlín.

## Descripción
La estación Western cuenta con 2 plataformas laterales y 3 vías. 

## Conexiones
La estación es abastecida por las siguientes conexiones: 
- Rutas del CTA Buses: #11 Lincoln/Sedgwick #49 Western #49B North Western #81 Lawrence